# Gera Katalin
Gera Katalin (Újkígyós, 1943. november 9. –) szobrászművész.

## Pályafutása
Képzőművészeti gimnáziumot és Képzőművészeti Főiskolát végzett. Mesterei Somogyi József és Szabó Iván szobrászművészek voltak. Tagja a Magyar Alkotóművészek Országos Egyesületének és a Képzőművészeti Szövetségnek. A Kaposvári Egyetem Művészeti Főiskolai Karának docense. Somogy megye művészeti díjasa.
Rendszeresen szerepel külföldi és hazai tárlatokon. Több önálló kiállítása volt. Szobrai, domborművei, érmei intézmények, múzeumok, magánszemélyek birtokában találhatók. Több mint húsz köztéri alkotása – köztük díszkutak, emlékművek, portrék, domborművek – az ország különböző városaiban állnak. Újkígyós díszpolgára. Jelenleg (2023) Kaposváron él és dolgozik.
1962 és 1967 között a Magyar Képzőművészeti Főiskola hallgatója, mesterei Somogyi József, Szabó Iván voltak. A kaposvári Csokonai Vitéz Mihály Tanítóképző Főiskola, majd művészeti kar docense volt. 1989 és 1998 között tanított a helyi iparművészeti szakközépiskolában is. 1974-78-ban a hódmezővásárhelyi, 1977-ben a kecskeméti, 1996-ban a bácska-topolyai művésztelep munkájában vett részt. 1985 és 1990 között a Magyar Képzőművészek és Iparművészek Szövetsége dél-dunántúli területi szervezete Somogy megyei titkára. Szobrászatát erőteljes realizmus, nagy mesterségbeli tudás, kivételes esztétikai igény és az alföldi művészethez való szoros kapcsolódás jellemzi. Kiváló érmész, művei között kiemelt helyet foglalnak el a portrészobrok és portrédomborművek.

## Díjai, elismerései
- 1985: Somogy Megyei Tárlat III. díj; Somogy Megyéért kitüntetés
- 1992: Somogyi Műhelyek kiállítás nívódíja
- 1996: Somogy Megye Művészeti Díja.

## Egyéni kiállítások
- 1972 Sajtóház, Békéscsaba
- 1975 Sajtóház, Szeged
- 1979 Művelődési Ház, Balatonberény
- 1981 Lengyel József Múzeum, Marcali
- 1985 Kereskedelmi és Hitelbank, Kaposvár
- 1986 Művelődési Ház, Nagyatád
- 1988 Tanítóképző Főiskola, Kaposvár
- 1992 Bernáth Aurél Galéria, Marcali
- 1994 Kaposfüredi Galéria, Kaposfüred
- 1996 Megyeháza Galéria, Kaposvár • Szín-Folt Galéria, Kaposvár
- 1998 Pince Galéria, Balatonboglár • Vaszary Képtár (gyűjt., kat.), Kaposvár.

## Válogatott csoportos kiállítások
- 1970, 1972 Alföldi Tárlat, Békéscsaba
- 1975-78 Dél-alföldi és Vásárhelyi Őszi Tárlatok, Hódmezővásárhely
- 1979, 1983, 1985 Tavaszi Tárlat, Somogyi Képtár, Kaposvár
- 1982, 1984 Téli Tárlat, Somogyi Képtár, Kaposvár
- 1988 Tavaszi Tárlat, Magyar Képzőművészek és Iparművészek Szövetsége, Műcsarnok, Budapest
- 1989 Somogyi Művészek, Galerie am Stadttor, Schladming (A)
- 1991 Somogyi Műhelyek, Rippl-Rónai Múzeum, Kaposvár
- 1994 Tavaszi Tárlat, Rippl-Rónai Múzeum, Kaposvár
- 1996 Kaposvári Képzőművészek Tárlata, Vaszary Képtár, Kaposvár
- 1998 Regionális Kisplasztikai Biennálé, Nagykanizsa, Lendva
- 1999 Somogyi Képzőművészek Tárlata, Vaszary Képtár, Kaposvár.

## Köztéri művei
- Áchim András (portrédombormű, 1967, Szabadkígyós)
- Szabó Pál (portrédombormű, bronz, 1972, Biharugra)
- Ivó lány (bronz díszkút, 1974, Gerendás)
- Zrínyi Miklós és Deák Ferenc (portrédombormű, 1975-76, Hódmezővásárhely)
- Türr István mellszobra (mészkő, 1977, Baja)
- Dorottya-dombormű (bronz, 1979, Kaposvár, Csokonai fogadó)
- Tündérrózsa (mészkőplasztika, 1981, Kaposvár, Színházpark)
- Lengyel József mellszobra (bronz, 1982, Marcali)
- Széchényi Ferenc portrészobra (bronz, 1985, Kaposvár, Kereskedelmi és Hitelbank)
- Berzsenyi Dániel (portrédombormű, bronz, 1986, Marcali)
- Gyíkos díszkút (bronz, mészkő, 1987, Barcs)
- Tóth Lajos mellszobra (bronz, 1988, Kaposvár, Rippl-Rónai Múzeum)
- Díszkút (bronz, mészkő, 1989, Kaposvár, Anna u.)
- II. világháborús emlékmű (bronz, gránit, 1990, Kéthely)
- II. világháborús emlékmű (bronz, mészkő, 1990, Somogyszentpál)
- Sirató asszony (bronz, mészkő, II. világháborús emlékmű, 1991, Újkígyós)
- Csokonai díszkút (bronz, mészkő, 1994, Kaposvár, Tanítóképző Főiskola parkja)
- Szent István mellszobor (Barcs, Nagyszakácsi)
- Szent László mellszobor (Ópusztaszer, Történelmi Szoborpark)
- Emese – Millenniumi emlékmű (Marcali)
- Rudnay Gyula domborműves emléktábla (Tab)
- Ady és Rippl-Rónai találkozása (bronz, Kaposvár, Ady Endre utca)
- Szabadság angyala – 1956-os emlékmű (bronz, mészkő, 2006, Kaposvár, Szabadság park)
- Esterházy Pál herceg domborműves emléktábla (Kaposvár, Városháza)
- Baka József portré (Kaposvári Egyetem Állattenyésztési Karának aulájában)
- Életfa I. (bronz, Kaposvár)
- Széchényi Ferenc dombormű (Kaposvár, Múzeum-köz)
- Életfa II. (bronz, Kaposvár)
- Gál Gaszton mellszobor (bronz, 2018, Balatonboglár)
- Lármafa (fa, acél, 2019, Balatonfenyves)
- Ranschburg Pál dombormű (bronz, 2019, Budapest)
- Trianoni emlékmű (bronz, mészkő, 2020, Kaposmérő)
- Életfa III. (bronz, márvány, 2021, Kaposvár)

## Művek közgyűjteményekben
- Munkácsy Mihály Múzeum, Békéscsaba
- Rippl-Rónai Múzeum, Kaposvár
- Tornyai János Múzeum, Hódmezővásárhely.